# Geradengleichung

Gerade durch die beiden Punkte und in einem kartesischen Koordinatensystem

Eine Geradengleichung ist in der analytischen Geometrie eine Gleichung, die eine Gerade eindeutig beschreibt. Geraden lassen sich auf vielfältige Weise durch Gleichungen beschreiben: Bei einer Koordinatengleichung besteht eine Gerade aus allen Punkten, deren Koordinaten die Gleichung erfüllen. Auf diese Art lassen sich nur Geraden in einer Ebene beschreiben. Bei einer Vektorgleichung wird die Gerade mithilfe von Vektoren ausgedrückt, häufig kombiniert mit einem Parameter, der die reellen Zahlen durchläuft. Zu jedem Parameterwert gehört dann eindeutig ein Punkt auf der Geraden, und man spricht von einer Parametergleichung. Eine Normalengleichung beschreibt eine Gerade mithilfe eines Vektors, der senkrecht auf der Geraden steht (Normalenvektor). Vektorgleichungen (insbesondere Parametergleichungen und Normalengleichungen) eignen sich zur Beschreibung sowohl von Geraden in der Ebene als auch von Geraden im Raum.

## Geraden in der Ebene

### Koordinatengleichungen
In einem kartesischen Koordinatensystem werden jedem Punkt {\displaystyle P} der Ebene zwei Zahlen {\displaystyle x} und {\displaystyle y} als Koordinaten zugeordnet. Man schreibt {\displaystyle P(x|y)} oder {\displaystyle P=(x,y)}. Eine Gleichung mit den Variablen {\displaystyle x} und {\displaystyle y} beschreibt dann eine Menge von Punkten in der Ebene, und zwar die Menge aller Punkte, deren {\displaystyle x}- und {\displaystyle y}-Koordinate die Gleichung erfüllen. Die Schreibweise
{\displaystyle g\colon \ y=2x}
bedeutet beispielsweise, dass die Gerade {\displaystyle g} aus allen Punkten {\displaystyle (x,y)} besteht, für die {\displaystyle y=2x} erfüllt ist. Die entsprechende Mengenschreibweise lautet
{\displaystyle g=\{(x,y)\mid y=2x\}}.
Für Geradengleichungen gibt es eine Reihe unterschiedlicher Darstellungsformen.

#### Normalform oder Hauptform

Gerade mit Steigung m und y-Achsenabschnitt n

Jede Gerade, die nicht parallel zur {\displaystyle y}-Achse verläuft, ist der Graph einer linearen Funktion
{\displaystyle f(x)=m\cdot x+n},
wobei {\displaystyle m} und {\displaystyle n} reelle Zahlen sind.
Die zugehörige Geradengleichung lautet dann
{\displaystyle y=m\cdot x+n}.
Diese Darstellung einer Geradengleichung heißt Normalform oder Hauptform der Geradengleichung. Die Parameter {\displaystyle m} und {\displaystyle n} der Normalform haben eine geometrische Bedeutung: Die Zahl {\displaystyle m} ist die Steigung der Geraden und die Zahl {\displaystyle n} ist der Schnittpunkt mit der {\displaystyle y}-Achse (y-Achsenabschnitt). Ist {\displaystyle n=0}, so verläuft die Gerade als Ursprungsgerade durch den Koordinatenursprung und die zugehörige Funktion ist eine Proportionalität. Geraden, die parallel zur {\displaystyle y}-Achse verlaufen, sind keine Funktionsgraphen und können folglich nicht in Normalform dargestellt werden.

#### Allgemeine Form
Die allgemeine Form der Geradengleichung in der Ebene lautet
{\displaystyle ax+by=c},
wobei {\displaystyle a} und {\displaystyle b} nicht beide 0 sein dürfen.
Es handelt sich um eine implizite Gestalt der Geradengleichung. Durch Auflösen der Gleichung nach {\displaystyle y} (falls {\displaystyle b\neq 0}) erhält man hieraus die explizite Normalform
{\displaystyle y=-{\frac {a}{b}}x+{\frac {c}{b}}}.
Die allgemeine Form hat den Vorteil, dass sie symmetrisch in {\displaystyle x} und {\displaystyle y} ist und somit keine Richtung der Geraden bevorzugt wird. Dadurch unterliegt sie keinen Einschränkungen, d. h. jede Gerade lässt sich mithilfe der allgemeinen Form beschreiben. Insbesondere können auch Geraden, die parallel zur {\displaystyle y}-Achse verlaufen, dargestellt werden als
{\displaystyle x=a},
wobei {\displaystyle a} die Stelle ist, an der die Gerade die {\displaystyle x}-Achse schneidet. Sie hat den Nachteil, dass man aus ihr im Allgemeinen keine geometrischen Eigenschaften der beschriebenen Geraden direkt ablesen kann.

#### Zweipunkteform

Steigungsdreiecke einer Geraden

Verläuft die Gerade durch die beiden Punkte {\displaystyle (x_{1},y_{1})} und {\displaystyle (x_{2},y_{2})}, wobei {\displaystyle x_{1}\neq x_{2}}, dann kann die Steigung {\displaystyle m} der Geraden mit Hilfe des Differenzenquotienten berechnet werden:
{\displaystyle m={\frac {y_{2}-y_{1}}{x_{2}-x_{1}}}}.
Nach dem Strahlensatz kann statt des Punktes {\displaystyle (x_{2},y_{2})} auch ein beliebiger anderer Punkt {\displaystyle (x,y)} der Geraden gewählt werden, ohne dass die Steigung sich ändert. Damit ergibt sich die Zweipunkteform
{\displaystyle {\frac {y-y_{1}}{x-x_{1}}}={\frac {y_{2}-y_{1}}{x_{2}-x_{1}}}}
oder äquivalent dazu, indem die Gleichung nach {\displaystyle y} aufgelöst wird,
{\displaystyle y={\frac {y_{2}-y_{1}}{x_{2}-x_{1}}}\cdot (x-x_{1})+y_{1}}.

#### Punktsteigungsform

Punktsteigungsform einer Geradengleichung

Eine Gerade durch den Punkt {\displaystyle (x_{1},y_{1})} mit der Steigung {\displaystyle m} wird beschrieben durch die Gleichung
{\displaystyle y-y_{1}=m\cdot (x-x_{1})}.
Diese Formel kann auch benutzt werden, wenn zwei Punkte bekannt sind, aber man den Schnittpunkt mit der {\displaystyle y}-Achse (oben {\displaystyle n} genannt) nicht explizit bestimmen will.

#### Achsenabschnittsform

Achsenabschnittsform einer Geradengleichung

Schneidet die Gerade die {\displaystyle x}-Achse an der Stelle {\displaystyle x_{0}\neq 0} und die {\displaystyle y}-Achse an der Stelle {\displaystyle y_{0}\neq 0}, so lässt sich die Geradengleichung in der Form
{\displaystyle {\frac {x}{x_{0}}}+{\frac {y}{y_{0}}}=1}
schreiben. Diese Form heißt Achsenabschnittsform der Geradengleichung mit dem {\displaystyle x}-Achsenabschnitt {\displaystyle x_{0}} und dem {\displaystyle y}-Achsenabschnitt {\displaystyle y_{0}}.
Wird die Gleichung nach {\displaystyle y} aufgelöst, so ergibt sich die Normalform
{\displaystyle y=-{\frac {y_{0}}{x_{0}}}\cdot x+y_{0}},
wobei das Verhältnis  {\displaystyle -y_{0}/x_{0}} gerade der Steigung {\displaystyle m} der Geraden entspricht.

### Vektorgleichungen
Geraden in der Ebene lassen sich auch mit Hilfe von Vektoren beschreiben. Dabei betrachtet man statt der Punkte ihre Ortsvektoren. Der Ortsvektor {\displaystyle {\overrightarrow {OP}}} eines Punktes {\displaystyle P=(p_{1},p_{2})} wird üblicherweise mit {\displaystyle {\vec {p}}={\tbinom {p_{1}}{p_{2}}}} bezeichnet.

#### Parametergleichung

Parameterform einer Geradengleichung

Zweipunkteform einer Geradengleichung mit Vektoren

Bei einer Parametergleichung wird keine Bedingung formuliert, die die Koordinaten der Punkte erfüllen müssen, damit sie auf der Geraden liegen, sondern die Punkte der Geraden werden in Abhängigkeit von einem Parameter dargestellt. Jedem Wert des Parameters entspricht dabei ein Punkt der Geraden. Durchläuft der Parameter alle reellen Zahlen, so erhält man alle Punkte der Geraden.
Eine spezielle Parametergleichung ist die Punktrichtungsform
{\displaystyle {\vec {x}}={\vec {p}}+s\,{\vec {u}}}
beziehungsweise in Komponentendarstellung
{\displaystyle {\begin{pmatrix}x_{1}\\x_{2}\end{pmatrix}}={\begin{pmatrix}p_{1}\\p_{2}\end{pmatrix}}+s{\begin{pmatrix}u_{1}\\u_{2}\end{pmatrix}}}.
Hierbei ist {\displaystyle {\vec {p}}} der Ortsvektor eines festen Punktes der Geraden (Stützvektor genannt), {\displaystyle {\vec {u}}\neq {\vec {0}}} der Richtungsvektor der Geraden und {\displaystyle s} eine Zahl, die angibt, wie lange vom Stützvektor aus in diese Richtung gezählt wird. Der Parameter {\displaystyle s} bildet hierbei die Koordinate eines affinen Koordinatensystems auf der Geraden, das heißt die Gerade wird mit den Werten von {\displaystyle s} beziffert, wobei der Nullpunkt bei {\displaystyle (p_{1},p_{2})} liegt.
Geht eine Gerade durch die Punkte {\displaystyle P} und {\displaystyle Q}, so lässt sie sich mit der Zweipunkteform
{\displaystyle {\vec {x}}={\vec {p}}+t({\vec {q}}-{\vec {p}})}
beschreiben. Der Ortsvektor {\displaystyle {\vec {p}}} dient dabei als Stützvektor der Gerade, während der Differenzvektor {\displaystyle {\vec {q}}-{\vec {p}}} den Richtungsvektor der Gerade bildet. Mithilfe der Distributivgesetze der Vektorrechnung erhält man hieraus die Darstellung
{\displaystyle {\vec {x}}=(1-t){\vec {p}}+t{\vec {q}}}.

### Normalengleichungen

Normalenform einer Geradengleichung

Mit einem Normalenvektor {\displaystyle {\vec {n}}}, der im rechten Winkel zur Geraden steht, lässt sich die Gerade in Normalenform schreiben:
{\displaystyle {\vec {n}}\cdot ({\vec {x}}-{\vec {p}})=0\quad }bzw. äquivalent{\displaystyle \quad {\vec {n}}\cdot {\vec {x}}={\vec {n}}\cdot {\vec {p}}}.
Darin ist {\displaystyle {\vec {p}}} wieder der Stützvektor und {\displaystyle \cdot } das Skalarprodukt zweier Vektoren. Legt man ein ebenes rechtwinkliges Koordinatensystem zugrunde und stellt die Vektoren mithilfe ihrer Komponenten dar, so erhält man die Normalenform als Koordinatengleichung:
{\displaystyle (x_{1}-p_{1})\cdot n_{1}+(x_{2}-p_{2})\cdot n_{2}=0\quad }bzw. {\displaystyle \quad x_{1}n_{1}+x_{2}n_{2}=p_{1}n_{1}+p_{2}n_{2}}.
Eine spezielle Normalenform ist die hessesche Normalform
{\displaystyle {\vec {n}}_{0}\cdot {\vec {x}}=d},
bei der Normalenvektor {\displaystyle {\vec {n}}_{0}} normiert und orientiert ist und {\displaystyle d} den Abstand der Geraden vom Koordinatenursprung bezeichnet.

## Geraden im Raum

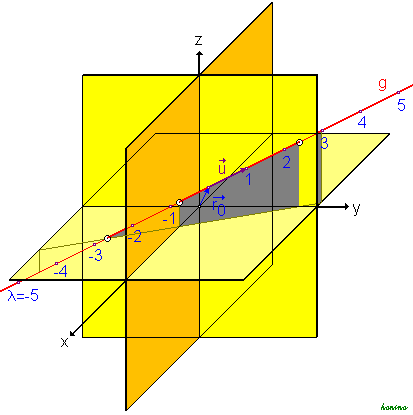
Darstellung einer Raumgeraden

Geraden im Raum lassen sich nicht durch eine Koordinatengleichung beschreiben, sondern nur durch ein System von zwei linearen Gleichungen. Jede dieser Gleichungen beschreibt dabei eine Ebene und die Gerade ist die Schnittmenge der beiden Ebenen. Diese Beschreibung von Geraden im Raum ist unhandlich. Praktischer ist die oben vorgestellte Parametergleichung
{\displaystyle {\vec {x}}={\vec {p}}+s\,{\vec {u}}},
wobei {\displaystyle {\vec {x}}}, {\displaystyle {\vec {p}}} und {\displaystyle {\vec {u}}} Vektoren im Raum sind. Legt man ein kartesisches Koordinatensystem zugrunde und stellt die Vektoren mithilfe ihrer Komponenten dar, so liest sich diese Gleichung als
{\displaystyle {\begin{pmatrix}x_{1}\\x_{2}\\x_{3}\end{pmatrix}}={\begin{pmatrix}p_{1}\\p_{2}\\p_{3}\end{pmatrix}}+s{\begin{pmatrix}u_{1}\\u_{2}\\u_{3}\end{pmatrix}}}
Mit Hilfe des Vektorprodukts lässt sich noch eine andere, parameterfreie Geradenform konstruieren, die Determinantenform
{\displaystyle {\vec {u}}\times {\vec {x}}-{\vec {u}}\times {\vec {p}}={\vec {0}}}.
Hierbei ist {\displaystyle {\vec {p}}} wiederum der Ortsvektor eines festen Punkts der Geraden und {\displaystyle {\vec {u}}} der Richtungsvektor der Geraden. Das Vektorprodukt ergibt die doppelte Fläche eines Dreiecks zwischen dem Ursprung, {\displaystyle {\vec {x}}} und {\displaystyle {\vec {x}}+{\vec {u}}}, das beim parallelen Verschieben einer Seite durch Verschieben von {\displaystyle {\vec {x}}} entlang der Gerade gleich bleibt.
Da die Differenz {\displaystyle {\vec {x}}-{\vec {p}}} des Ortsvektors {\displaystyle {\vec {x}}} jedes beliebigen Punktes der Geraden und dem Stützvektor {\displaystyle {\vec {p}}} kollinear zum Richtungsvektor {\displaystyle {\vec {u}}} sein muss (also in dieselbe oder in die entgegengesetzte Richtung zeigt), ergibt das Vektorprodukt der beiden immer den Nullvektor:
{\displaystyle {\vec {u}}\times ({\vec {x}}-{\vec {p}})={\vec {0}}}.
Für jeden Vektor {\displaystyle {\vec {x}}}, der Ortsvektor eines Punktes der Geraden ist, trifft die Gleichung zu, in allen anderen Fällen ergibt sich nicht der Nullvektor. Ist {\displaystyle {\vec {u}}} ein Einheitsvektor, so entspricht {\displaystyle |{\vec {u}}\times {\vec {p}}|} genau dem Abstand der Geraden vom Ursprung.

## Geraden in höherdimensionalen Räumen
Mithilfe der Parameterdarstellung lassen sich Geraden auch in höherdimensionalen Räumen definieren. Jedes {\displaystyle n}-Tupel {\displaystyle (x_{1},x_{2},\ldots ,x_{n})} wird dann einfach als „Punkt“ oder „Ortsvektor“ im {\displaystyle \mathbb {R} ^{n}} interpretiert; Insbesondere lassen sich zwei {\displaystyle n}-Tupel {\displaystyle (p_{1},p_{2},\ldots ,p_{n})} und {\displaystyle (u_{1},u_{2},\ldots ,u_{n})} als Stützvektor und Richtungsvektor auffassen. Die Gleichung
{\displaystyle {\vec {x}}={\vec {p}}+s{\vec {u}}}
definiert dann eine Gerade im {\displaystyle \mathbb {R} ^{n}}. Sie besteht aus allen {\displaystyle {\vec {x}}=(x_{1},x_{2},\ldots ,x_{n})}, für die ein {\displaystyle s\in \mathbb {R} } existiert, so dass die Gleichung erfüllt ist. Diese Bedingung bedeutet aber, dass das folgende lineare n×1-Gleichungssystem eine Lösung hat:
{\displaystyle {\begin{matrix}x_{1}&=&p_{1}+su_{1}\\x_{2}&=&p_{2}+su_{2}\\&\vdots &\\x_{n}&=&p_{n}+su_{n}\end{matrix}}}